# James Young (basketballer)
James Young (Flint, 16 augustus 1995) is een Amerikaans basketballer.

## Carrière
Young speelde een seizoen collegebasketbal voor de Kentucky Wildcats van 2013 tot 2014. In 2014 werd hij als 17e gekozen in de NBA draft door de Boston Celtics. Hij speelde voor de Celtics tussen 2014 en 2017. En die periode werd hij meerdere keren uitgeleend aan de Maine Red Claws. Hij speelde ook tijdens de zomers van 2015 en 2016 voor de Celtics in de NBA Summer League. In de zomer van 2017 speelde hij voor de New Orleans Pelicans in de NBA Summer League. Hij tekende daarna een contract bij de Milwaukee Bucks maar in oktober 2017 werd zijn contract al ontbonden. Hij tekende daarna voor de Wisconsin Herd en speelde er tot in januari 2018.
In januari 2018 tekende hij een two-way contract bij de Philadelphia 76ers en speelde daardoor ook voor de Delaware 87ers. In maart 2018 werd zijn contract ontbonden. In oktober 2018 tekende hij opnieuw voor de Wisconsin Herd nadat hij eerst had getekend bij de Milwaukee Bucks maar in januari 2019 werd zijn contract ontbonden. Hij tekende in de zomer van 2019 voor Maccabi Haifa BC in Israël. In december 2020 tekende hij bij de New York Knicks om daarna te tekenen bij hun opleidingsploeg de Westchester Knicks. Hij speelde de rest van dat seizoen uit opnieuw in Israël ditmaal bij Hapoel Tel Aviv BC.
Hij verlengde zijn contract bij de Hapoel Tel Aviv BC ook voor het seizoen 2021/22. In januari 2023 tekende hij bij het Griekse Kolossos Rodou BC. Voor het seizoen 2023/24 tekende hij bij het Italiaanse Treviso Basket en tekende in november 2023 bij Pallacanestro Varese waar hij begin februari 2024 vertrok.

## Statistieken

### Regulier seizoen
| Seizoen  | Team               | WG | WS | MPW  | 2P%  | 3P%  | FW%  | RPW | APW | SPW | BPW | PPW |
| -------- | ------------------ | -- | -- | ---- | ---- | ---- | ---- | --- | --- | --- | --- | --- |
| 2014/15  | Boston Celtics     | 31 | 0  | 10,7 | 35,3 | 25,8 | 55,2 | 1,4 | 0,4 | 0,3 | 0,1 | 3,4 |
| 2015/16  | Boston Celtics     | 29 | 0  | 6,9  | 30,6 | 23,1 | 25,0 | 0,9 | 0,3 | 0,2 | 0,0 | 1,0 |
| 2016/17  | Boston Celtics     | 29 | 0  | 7,6  | 43,1 | 34,3 | 66,7 | 0,9 | 0,1 | 0,3 | 0,1 | 2,3 |
| 2017/18  | Philadelphia 76ers | 6  | 0  | 10,2 | 35,7 | 30,0 | 66,7 | 0,3 | 0,3 | 0,0 | 0,0 | 2,8 |
| Carrière | Carrière           | 95 | 0  | 8,5  | 36,7 | 27,7 | 56,3 | 1,0 | 0,3 | 0,3 | 0,1 | 2,3 |

### Play-offs
| Seizoen  | Team           | WG | WS | MPW | 2P%  | 3P%  | FW% | RPW | APW | SPW | BPW | PPW |
| -------- | -------------- | -- | -- | --- | ---- | ---- | --- | --- | --- | --- | --- | --- |
| 2015/16  | Boston Celtics | 3  | 0  | 3,5 | 33,3 | 0,0  | —   | 0,0 | 0,0 | 0,0 | 0,0 | 0,7 |
| 2016/17  | Boston Celtics | 10 | 0  | 3,9 | 33,3 | 35,7 | —   | 0,7 | 0,3 | 0,0 | 0,0 | 1,5 |
| Carrière | Carrière       | 13 | 0  | 3,8 | 33,3 | 33,3 | —   | 0,5 | 0,2 | 0,0 | 0,0 | 1,3 |